# ماتي يونغ
ماتي يونغ (بالإنجليزية: Matty Young)‏ هو لاعب كرة قدم بريطاني في مركز نصف الجناح، ولد في 25 أكتوبر 1985 في ليدز في المملكة المتحدة. لعب مع نادي هاروجيت تاون وهدرسفيلد تاون.

## وصلات خارجية
- ماتي يونغ على موقع قاعدة بيانات كرة القدم.إي يو (الإنجليزية)
- ماتي يونغ على موقع Soccerbase.com (لاعب) (الإنجليزية)